# Juan José Carricondo
Juan José Carricondo Pérez, plus connu sous le diminutif de Juanjo, né le 4 mai 1977 à Barcelone (Catalogne, Espagne), est un footballeur espagnol qui joue au poste de milieu de terrain.

## Biographie
Après s'être formé à La Masia, Juanjo joue au FC Barcelone C et au FC Barcelone B. Il ne joue qu'un seul match en première division espagnole avec le FC Barcelone lors de la saison 1995-1996, face au Deportivo La Corogne.
En 1998, Juanjo est recruté par le club écossais du Heart of Midlothian, où il reste jusqu'en 2001. Juanjo joue à un bon niveau avec Heart, il dispute 87 matchs et marque 11 buts. Il rejoint ensuite le club anglais de Bradford City, équipe évoluant en deuxième division, en 2001. En 2003, il retourne en Espagne pour jouer au Real Jaén en Segunda división B (3e division).
En 2004, il repart en Écosse pour jouer en première division avec le néo-promu, Inverness Caledonian Thistle. Il est l'un des meilleurs joueurs de l'équipe. Une blessure au talon d'Achille l'empêche toutefois de jouer au début de la saison suivante. Mais lorsqu'il est rétabli, l'entraîneur-joueur Craig Brewster ne compte pas sur lui. Juanjo est prêté à l'Hamilton Academical lors du mercato d'hiver. Il marque deux buts en Coupe d'Écosse face au club de  Dundee FC, et en championnat contre Brechin City.
À l'âge de 29 ans, Juanjo quitte l'Écosse pour jouer avec l'équipe de Grenade CF en Segunda división B. En août 2009, il signe au Gibraltar United FC, où il reste deux saisons. Il part ensuite jouer dans le championnat de Chypre avec l'Aris Limassol.